# Celgroei
De term celgroei wordt zowel in de context van de ontwikkeling van de cel als de celdeling (voortplanting) gebruikt. Bij gebruik in het kader van de celdeling, verwijst het begrip celgroei naar de groei van de celpopulaties, waar een cel (de "moedercel") groeit en zich op zeker moment deelt in twee "dochtercellen". 